# I maschi
I maschi (littéralement « Les Hommes ») est une chanson italienne interprétée par Gianna Nannini. Coécrit par Gianna Nannini et Fabio Pianigiani et distribué par Polydor, le titre est sorti en 1987 et a culminé à la deuxième place du hit-parade italien. Il est extrait du premier Best of de la chanteuse, Maschi e Altri, sorti en 1987 ; il est le seul inédit de la compilation.
Il sert d'accompagnement musical à la campagne publicitaire des sauces Buitoni jusqu'en 1990. C'est grâce à ce spot que la chanson acquiert une certaine notoriété en France et réussit à escalader les marches du Top 50, atteignant la seconde place du hit-parade français en 1988.
Le single est présenté le 31 octobre 1987 au World Popular Song Festival de Tokyo, au Japon.
Pour les besoins du 45 tours, la chanson est remixée et raccourcie.
Un clip vidéo est tourné à Milan par les Torpedos Twins (Queen...) et le titre bénéficie d'un succès en Europe.
Depuis 1987, I maschi est interprété dans chacune des tournées de Gianna Nannini.

## Versions
1. I maschi - 4 min 29 s
2. I maschi (mini-maxi) - 4 min 29 s (45-tours)

1. I maschi (extra long version) - 11 min 45 s
2. I Maschi (long version - album version) - 6 min 05 s (maxi 45 tours et CD Single)

1. I maschi (extra long version) - 11 min 45 s
2. I Maschi (long version - album version) - 6 min 05 s
3. America (live version from TUTTO LIVE 85 - edit version) - 5 min 05 s (Picture-disc)

1. I maschi (long version) - 7 min 18 s (inclus dans le maxi 45 tours et Mini CD "Voglio fare l'Amore" 1989)

On retrouve également le morceau en version live dans l'album en concert Giannissima (1991).
On retrouve également le morceau en version espagnole, rebaptisée Chicos, dans l'album Maschi e Altri, destiné en 1992 au marché espagnol et latino-américain ; l'album contient également la version 45 tours en italien.
I maschi est également présent dans une version « edit » différente de la version du 45 tours dans les albums Bomboloni (1996), Giannabest (2007) et Hitstory (2015).
I maschi est également présent en version acoustique dans l'album Perle (2004).

## Hit-parades
| Classement (1988) | Meilleure position |
| ----------------- | ------------------ |
| Autriche          | 14                 |
| Belgique          | 9                  |
| France            | 2                  |
| Allemagne         | 44                 |
| Suède             | 4                  |
| Italie            | 2                  |